# Oliverio Rincón
Oliverio Rincón Quintana (Duitama, 24 de abril de 1968) es un exciclista colombiano que se destacó durante la década de 1990. Tenía condiciones como escalador, consiguiendo ganar etapas de montaña en las tres Grandes Vueltas y la Vuelta a Colombia 1989.
Se inició en el ciclismo desde los 12 años utilizando la bicicleta como medio de transporte en su trabajo como repartidor de pan. Inicialmente participó en varias carreras para aficionados, hasta que fue contratado por el equipo Castalia en 1989, con el cual ganó como novato la Vuelta a Colombia 1989 a la edad de 21 años, aventajando a su experimentado compatriota Fabio Parra.
En el Tour de Francia, su mejor posición fue el 16.º lugar en 1993. En el Giro de Italia, fue quinto en 1995. En la Vuelta a España, fue cuarto en 1993, quinto en 1994 y décimo en 1991. También fue segundo en el Dauphiné Libéré en 1993, probablemente su mejor año como profesional.
En 2000 fue secuestrado en dos ocasiones, por el Ejército de Liberación Nacional y por las FARC, aunque fue liberado rápidamente en ambas ocasiones.
Desde marzo de 2012, se desempeña como director deportivo del equipo ciclista Colombia de categoría Profesional Continental.

## Palmarés
1989
- Vuelta de la Juventud de Colombia
- Vuelta a Colombia
- Vuelta a Antioquia

1991
- Escalada a Montjuic

1993
- 1 etapa de la Vuelta a Aragón
- 1 etapa del Tour de Francia
- 1 etapa de la Vuelta a España
- 1 etapa de la Dauphiné Libéré

1994
- Clásica de los Alpes
- Trofeo Luis Ocaña

1995
- 1 etapa del Giro de Italia

1996
- 1 etapa de la Vuelta a España

## Resultados en Grandes Vueltas
| Carrera         | 1991 | 1992 | 1993 | 1994 | 1995 | 1996 | 1997 | 1998 |
| --------------- | ---- | ---- | ---- | ---- | ---- | ---- | ---- | ---- |
| Giro de Italia  | -    | -    | -    | -    | 5.º  | -    | -    | -    |
| Tour de Francia | -    | -    | 16.º | Ab.  | -    | -    | -    | Ab.  |
| Vuelta a España | 10.º | Ab.  | 4.º  | 5.º  | 62.º | 49.º | -    | -    |

- Kelme (1991-1992)
- Amaya Seguros (1993)
- ONCE (1994-1996)
- Vitalicio Seguros (1997)